# Moord op Sally Van Hecke
De moord op Sally Van Hecke is een Belgische cold case. Het betreft de onopgeloste moord op een twintigjarige vrouw, gepleegd op 10 augustus 1996 op Linkeroever (Antwerpen). 

## Achtergrond
Sally Van Hecke werd geboren op 8 maart 1976 in Antwerpen en groeide op in Wilrijk. Haar vader werkte als controleur bij de kerncentrale van Doel en haar moeder had een winkel met aquariumbenodigdheden. Van Hecke had een oudere zus met wie ze drie jaar scheelde.
Volgens haar moeder was Van Hecke een doodnormale tiener die hield van lachen, gek doen en die niet bang was. Ze had 'een grote mond en een klein hartje', aldus haar moeder. Haar drang naar vrijheid zorgde echter voor frictie. Volgens haar moeder was Van Hecke twaalf jaar oud toen de problemen begonnen; ze hield zich volgens haar niet aan afspraken en kwam regelmatig te laat thuis. Van Hecke had aangegeven dat ze graag op een internaat wilde wonen, omdat ze zich daar vrijer zou voelen. In 1989 kwam ze voor het eerst in aanraking met de jeugdrechter. Van Hecke werd in verschillende  jeugdinstellingen geplaatst, maar de problemen bleven aanhouden. In dezelfde periode werd ze meermaals van school gestuurd.
Toen Van Hecke zestien jaar oud was, was ze volgens haar moeder 'helemaal ontspoord'. Dankzij foute vrienden was ze in contact gekomen met drugs en raakte ze verslaafd aan heroïne. Daarnaast had ze wisselende contacten met oudere mannen. Op zestienjarige leeftijd werd ze in het ziekenhuis opgenomen vanwege een overdosis en kort daarna bleek ze zwanger te zijn. In 1993 beviel ze van een dochtertje. Op dat moment stond ze nog onder toezicht van de jeugdrechter. Ze was instabiel en met behulp van methadon bezig met afkicken, en kon daardoor niet voor haar dochter zorgen. Om die reden werd haar dochter niet lang na de geboorte in een instelling geplaatst. Haar dochter werd uiteindelijk opgevoed door de moeder van Van Hecke.
Bekenden van Van Hecke omschreven haar als een vrolijke vrouw met veel vriendinnen. Ze speelde graag gitaar en kon goed tekenen. Volgens haar moeder was Van Hecke een heel lief meisje, maar veranderde haar karakter als ze onder invloed was van drugs. Vanwege haar verslaving mocht Van Hecke haar dochtertje slechts één keer in de veertien dagen zien, hun ontmoetingen vonden plaats in fastfoodrestaurant Quick. In een brief aan haar moeder schreef ze 'Ik moet van dat spul af, ik wil zelf voor [mijn dochter] kunnen zorgen.' Ze deed meerdere afkickpogingen, maar slaagde er niet in clean te blijven. Ondanks dat het Van Hecke niet lukte haar leven op orde te krijgen, hield ze erg van haar dochter. De laatste woorden die ze tegen haar familie sprak gingen over haar dochter, Van Hecke zei hun dat zij het 'enige [was] dat ze had'.

## Moord

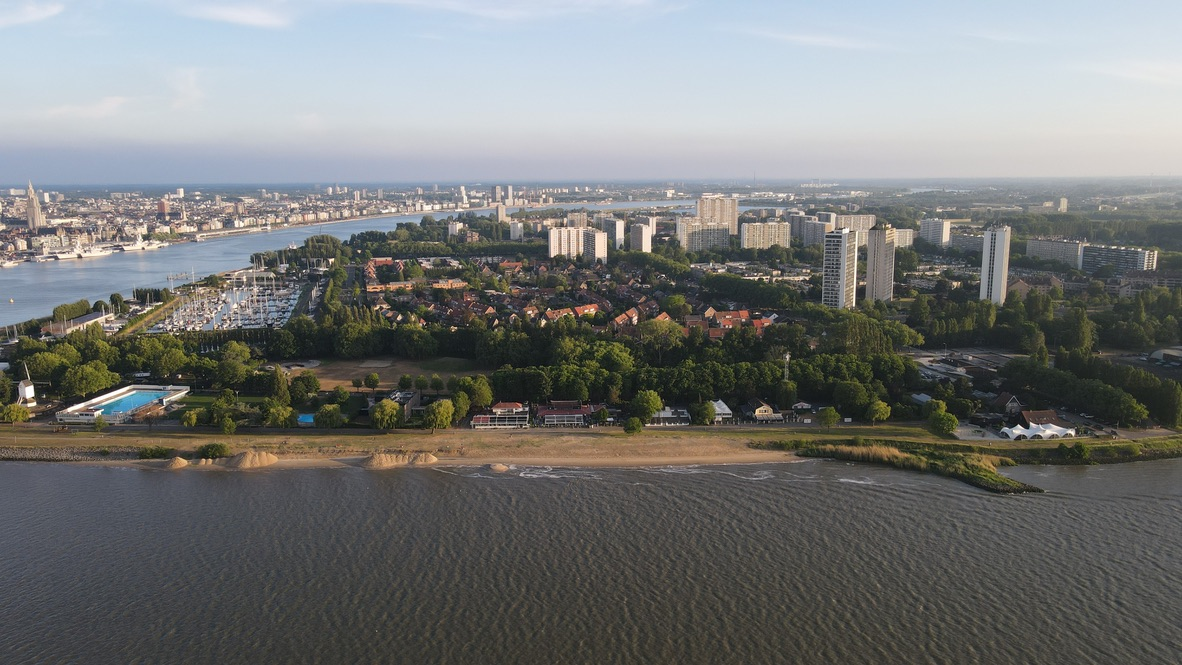
Luchtfoto Sint-Annastrand, Linkeroever

Van Hecke bleef worstelen met haar heroïneverslaving en tippelde om die reden af en toe in de Antwerpse Atheneumbuurt om de verslaving te bekostigen. Rond vier uur in de vroege ochtend van zaterdag 10 augustus 1996 was Van Hecke bij een persoon in de auto gestapt, maar ze was daarna niet meer naar huis teruggekeerd.
Op diezelfde dag, omstreeks 15:00 uur, werd het lichaam van Van Hecke door een aantal spelende kinderen ontdekt tussen het riet op het Sint-Annastrand op Linkeroever. Na onderzoek bleek dat haar schedel was ingeslagen met een stuk hout. Haar lichaam was ernstig verminkt. De identificatie gebeurde aan de hand van haar tatoeages.
Toen het lichaam van Van Hecke werd teruggevonden, lag haar handtas naast haar. Deze is tijdens het onderzoek zoekgeraakt, waardoor er op de tas niet naar mogelijke sporen van de dader konden worden gezocht. Ook een notitieboekje dat in haar handtas zat, kon hierdoor niet meer worden bekeken.

## Onderzoek

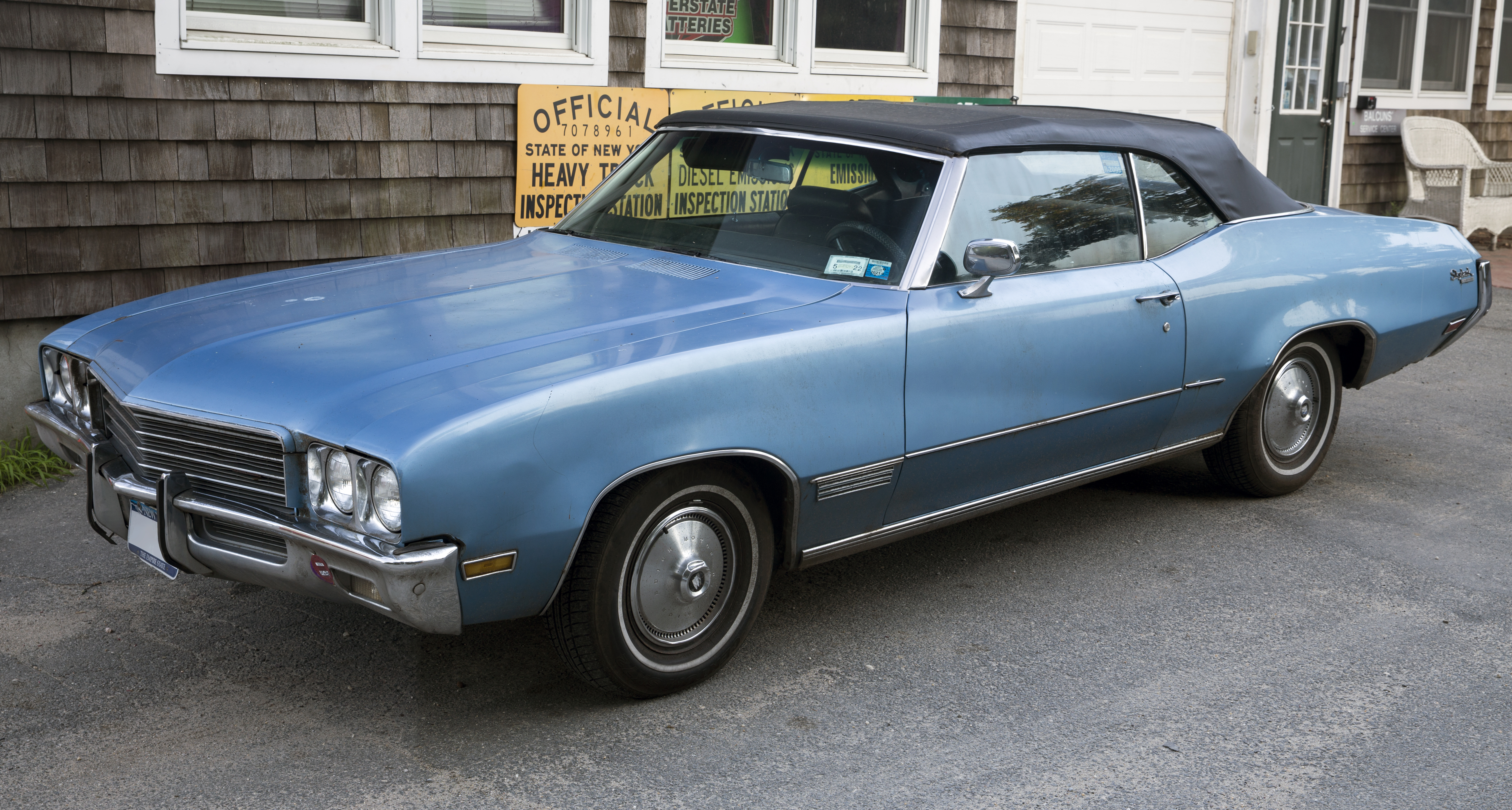
Een blauwe Buick Skylark, het type auto dat mogelijk werd gezien door de ooggetuigen.

Twee ooggetuigen hadden Van Hecke die nacht een auto zien instappen. Van Hecke had kort daarvoor bij hen om geld gebedeld. Zij verklaarden dat het ging om een Amerikaanse oldtimer, mogelijk een blauwe Buick Skylark uit 1971. Na een hypnosesessie kwamen de twee getuigen met een beschrijving van de man bij wie ze instapte. Het zou gaan om een fors gebouwde man van ongeveer 35 jaar oud. De man droeg cowboylaarzen en had lang haar dat bijeengebonden zat in een staart.
Kort na haar dood werd een verdachte opgepakt. Deze man zou in het weekend dat Van Hecke werd vermoord, twee andere prostituees die werkzaam waren in de Lange Winkelhaakstraat met een wapen hebben bedreigd, vervolgens hebben ontvoerd en een van hen hebben verkracht. De man ontkende betrokken te zijn geweest bij de moord van Van Hecke.
Acht jaar lang werd er onderzoek gedaan naar de dood van Van Hecke. Er werden in die periode meer dan 800 tips onderzocht en er werden meer dan dertig internationale opdrachten naar Nederland en Duitsland gestuurd. De zaak werd ook besproken in de media, waaronder in het televisieprogramma Oproep 2020 van VTM en Moord & Mysterie van VT4.
Het gerechtelijk onderzoek werd in 2005 stilgelegd. De zaak werd enkel passief onderzocht; binnengekomen tips werden bekeken, maar er werd geen actieve zoektocht naar de dader meer verricht.

## Stigma
De dochter van Van Hecke gaf in een interview in 2017 aan dat media-aandacht voor de zaak beperkt was, aangezien het ging om de dood van een aan heroïne verslaafde prostituee. Daarbij viel de moordzaak in dezelfde periode als de ontdekking van Sabine Dardenne en Laetitia Delhez in de kelder van Marc Dutroux, waardoor de zaak van Sally Van Hecke werd overschaduwd.
De moeder van Van Hecke hekelde de manier waarop de media over haar dochter schreef: 'Het was maar een heroïnehoertje zeker. Maar het ging wel om mijn dochter. De mama van mijn kleinkind.' Daarnaast had de familie van Van Hecke het gevoel dat de politie de zaak minder serieus nam en dat sommige politieagenten in denigrerende bewoordingen over haar spraken. 'Ze was geen heroïnehoertje, zoals ze in de pers al te vaak genoemd werd. Ze was een mens. Een mens die op haar twintigste is afgeslacht. Ze verdient evenveel aandacht van het gerecht en de politie als de dochter van een advocaat of zakenman’, aldus haar moeder.

## Heropening onderzoek (2016)
Nadat in 2016 nieuwe informatie bij het Antwerpse gerecht binnenkwam, besloot het parket van Antwerpen de zaak dat jaar te heropenen. In 2020 werd een herziening van de zaak aangevraagd door de Federale Gerechtelijke Politie waardoor nieuwe pistes kunnen worden onderzocht. Daarnaast worden nieuwe forensische technieken gebruikt in de zaak die mogelijk kunnen leiden tot het vinden van de dader. Twee jaar later werd de zaak overgeplaatst naar een nieuw team van onderzoekers in Turnhout.

## Documentairereeks (2019)

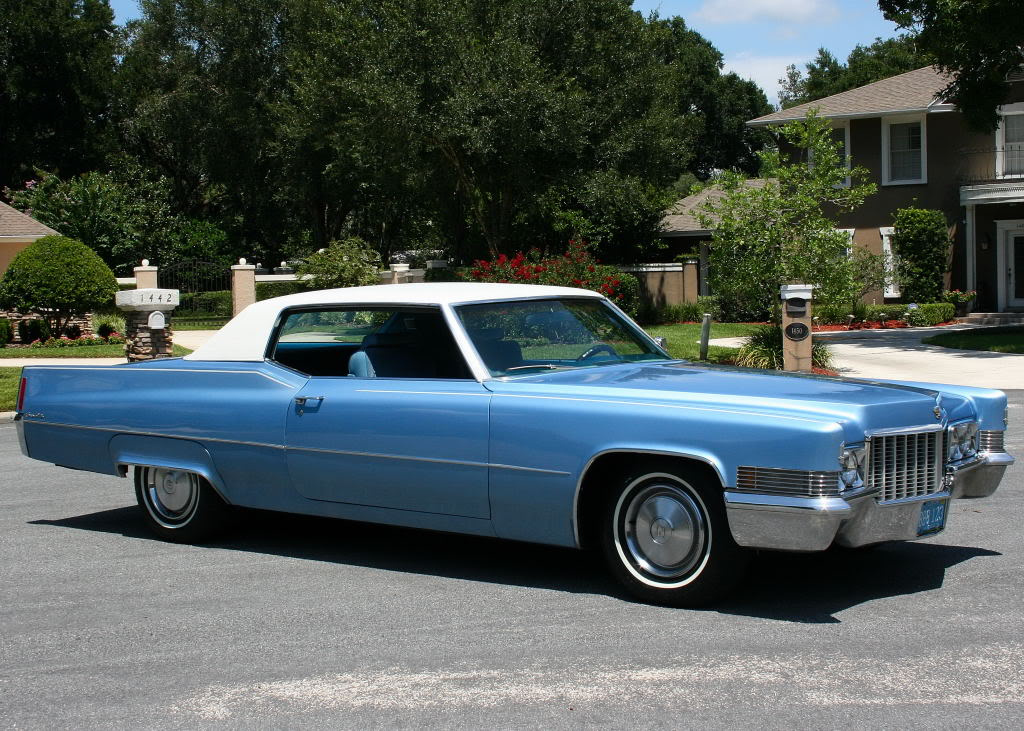
Een blauwe Cadillac DeVille Coupé, het type auto waarmee Claudy Pierret af en toe rond zou rijden

In 2019 werd het verhaal van Van Hecke belicht in de documentairereeks Cold Case: wie heeft Sally vermoord? In het programma werd moordenaar Claudy Pierret, ook bekend als 'het monster van het Waasland', door onderzoeksjournalist Kurt Wertelaers aangewezen als de dader. Pierret werd veroordeeld voor de moord op de 45-jarige Marie-José De Nocker in 1995 en de moord op de 29-jarige Yolanda Prinsen in 1998. Pierret zelf ontkende dat hij betrokken was bij de moord op Van Hecke.
Het parket van Antwerpen startte naar aanleiding van de documentairereeks een kort geding tegen de VRT. In een persbericht liet het parket weten: "De reeks ‘Cold Case’ die op VTM is voorgesteld, waarin wordt gesteld dat de dader is gevonden, kan het normale verloop van het gerechtelijk onderzoek ernstig verstoren. Elementen die in het kader van een televisieprogramma worden aangereikt, zijn geen harde bewijzen voor een rechtbank. Het Openbaar Ministerie moet het geheim van het onderzoek waarborgen en daarbij ook naar de toekomst kijken en rekening houden met het vermoeden van onschuld en het vrijwaren van de rechten van verdediging bij een eventueel proces." De VRT werd door de rechtbank van Brussel in het gelijk gesteld en mocht de reeks uitzenden.
Nadat de reeks was uitgezonden werden meerdere bewijzen die waren aangedragen weerlegd. Zo zou Pierret af en toe rondrijden met een geleende Cadillac, maar deze werd pas een maand na de moord vanuit de Verenigde Staten naar België verscheept. Daarnaast kon DNA dat op de laarzen van Van Hecke was gevonden niet gelinkt worden aan Pierret. Volgens de moeder van Van Hecke heeft het onderzoek alleen maar 'meer vragen opgeleverd, in plaats van antwoorden'.